# Le Tronquay, Calvados
Le Tronquay är en kommun i departementet Calvados i regionen Normandie i norra Frankrike. Kommunen ligger i kantonen Balleroy som ligger i arrondissementet Bayeux. År 2022 hade Le Tronquay 762 invånare.

## Befolkningsutveckling
Antalet invånare i kommunen Le Tronquay
Referens:INSEE